# Paul Tingley

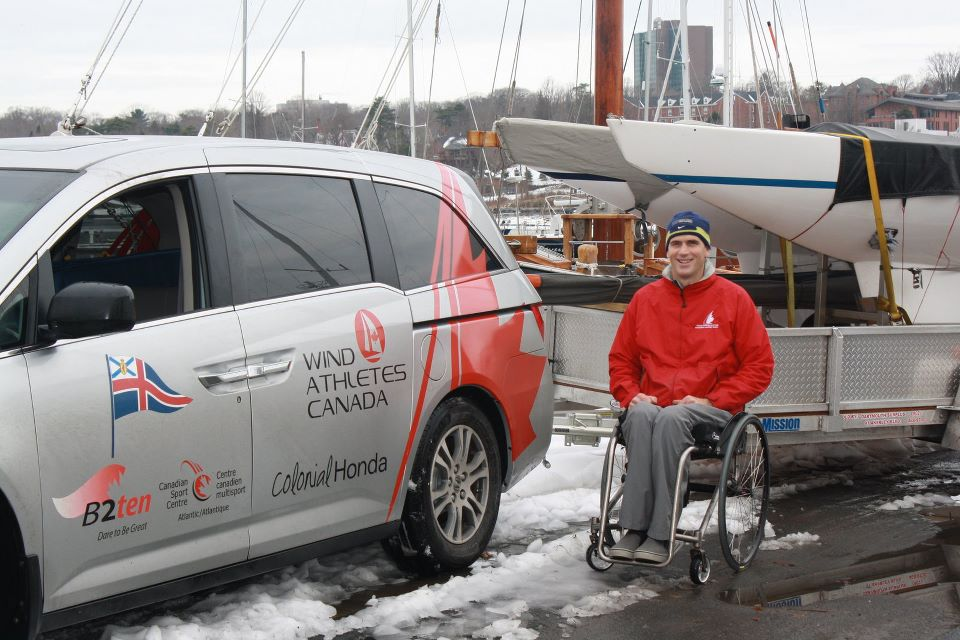
Paul Tingley 2011

Paul Tingley (* 1. Juni 1970) ist ein kanadischer Segelsportler.
Tingley, der aus Halifax stammt, begann im Alter von zehn Jahren im Flying Junior mit dem Segeln. Durch einen Skiunfall, den er mit 24 Jahren erlitt, zog er sich eine Lähmung zu. Ein Jahr nach dem Unfall begann er mit dem Regattasport. Er gehört der Nova Scotia Yacht Squadron an. Bei den Sommer-Paralympics 2008 errang er eine Goldmedaille im Ein-Mann-Kielboot. Schon im Jahr 2000 hatte er in Sydney mit seinem Team Bronze erreicht, 2004 hatten die Segler ebenfalls an den Paralympics teilgenommen, aber in Athen nur den siebten Platz erreicht.